# Skerlecz Ferenc
Lomniczai Skerlecz Ferenc (Rohonc, 1731.–Olad, 1802. október 10), helytartó tanácsos, királyi tanácsos, Békés vármegye főispánja, a Szent István-rend vitéze, földbirtokos.

## Élete
Az előkelő dunántúli nemesi származású lomniczai Skerlecz család sarja. Apja lomniczai Skerlecz Sándor (1700–†?), földbirtokos, anyja a barkóczi Rosty családból való barkóczi Rosty Anna Mária (1710–1763). Az apai nagyszülei Skerlecz Miklós, földbirtokos és nemes Korchmáros Anna voltak. Az anyai nagyszülei barkóczi Rosty István (fl. 1710-†1744), királyi tanácsos, Vas vármegye alispánja, földbirtokos és szarvaskendi és óvári Sibrik Teréz (1692–1755) voltak. Az anyai nagybátyjai barkóczi Rosty István (1711–1791), földbirtokos, Rosty Károly kapitány, és Rosty László (1732–1783), földbirtokos; az anyai nagynénje barkóczi Rosty Franciska (1729–1771), akinek az első férje hertelendi és vindornyalaki Hertelendy Gábor (1714–1757), Zala vármegye alispánja, földbirtokos, a második férje felsőpásztori Pászthory László (1708–1782) szeptemvir, soproni alispán, földbirtokos volt. Skerlecz Sándorné Rosty Annának az az elsőfokú unokatestvérei: barkóczi Rosty Ferenc (1718–1790) Vas vármegye alispánja és országgyűlési követe, királyi tanácsos, táblabíró, földbirtokos, Rosty János (1717-1762), Rosty Anna Mária (1722-1784), akinek a férje boldogfai Farkas Ferenc (1713-1770) zalai alispán, földbirtokos valamint Rosty Katalin, akinek a férje szalapatakai Nagy Mihály (1706-1756), királyi tanácsos, zalai alispán, földbirtokos. Skerlecz Ferencnek négy leánytestvére volt: Skerlecz Erzsébet (1732–1802), akinek a férje forintosházi Forintos Gábor (1723–1782), királyi tanácsos, Zala vármegye első alispánja, országgyűlési követe, táblabíró, jogász, birtokos, Skerlecz Anna Mária (1733–†?), előbb nagymádi és várbogyai Bogyay Józsefné, majd nemes Oroszváry Józsefné, Skerlecz Terézia (1734–1793), akinek az első férje balásfalvi Orosz Ignác (1709–1772) vasi alispán, majd a második férje chernelházi Chernel Sámuel (1731–1796), és utolsóként Skerlecz Julianna (1739–1779), akinek az első férje nagymádi és várbogyai Bogyay Pál (1731–1761), majd a második férje gyulai Gaál Ignác (1731–1777) volt.
Jogi tanulmányait és gyakorlatát a királyi kúriánál teljesítette. Ezután a magyar királyi udvari kancellária expeditora, ugyanitt gróf Nádasdy Lipót személyi titkára (secretarius domesticus). A halála után hivatali utóda, erdődi gróf Pálffy Miklós is a szolgálatában tartotta. Előléptették valóságos kancelláriai titkárrá (actualis secretarius aulicus), és egyidejűleg a Szent István-rend írnoka (1764-1769) is volt. 1769. január 18-án helytartó-tanácsi tanácsos lett, december 11-én már helyettes iroda-igazgató. Gróf galánthai Balogh László nyugalomba vonulásával 1775. február 20-án formailag is irodaigazgatóként működött.
Foglalkozott többek között a szempci (később tallósi) javítóház, a pozsonyi zálogház kérdéseivel és a helytartótanács sokrétű ügyeivel (éves és havi jelentések; a tisztviselők felvétele, kinevezése, fizetése, nyugdíjjogosultsága; a rang- és címadományozás, nemességvizsgálat, az uralkodócsaládot érintő kérdések (pl. II. József átutazása); 1783-tól a külföldön tanuló protestánsokkal kapcsolatos ügyintézés, és a katonáskodás alóli felmentések). Állandó feladatain túl több bizottság tagja volt. Balogh László irányítása mellett Kvassay Józseffel együtt kidolgozta a helytartó-tanácsi regisztratúra munkautasítását, amit Mária Terézia is elfogadott, és 1770. július 6-i rendeletével adott ki. A jezsuita rend feloszlatásakor 1773 novemberében a helytartó-tanácsban belül Fekete György országbíró elnökletével tanulmányi bizottságot állítottak fel, amelyben Skerlecz is helyet kapott. 1774 januárjától azonban (a Kressel-féle udvari tanulmányi bizottság létrehozásával) csak formai feladatokat láttak el, majd a helytartó-tanácsi tanulmányi bizottság alosztályaként 1775-ben létesített ún. iskolabizottság munkájában is részt vett. Gróf Balassa Ferenc vezetésével a népiskolák ügyeit intézték (helyi vizsgálatokat folytattak a reform előkészítéséhez, kérdőívet vettek fel az egyes iskolákról, alapítványokról), majd működésüket az 1777. augusztus 2-án kiadott Ratio Educationis szüntette meg.
Helytartó-tanácsi tanácsossá történt kinevezése évében (1769) a Szent István-rend heroldja lett. A címernöki feladatot 1773-ig teljesítette, amikor érdemei jutalmaként a rend középkeresztes lovagja lett. Vázsonkeői gróf Zichy Károly Győr vármegyei főispáni kinevezésével Békés megyében üresedés állt elő. II. József 1783. július 28-án Skerlecz Ferencet nevezte ki a főispáni hivatal adminisztrátorává. Beiktatására egy évvel később, 1784. június 30-án került sor. A kinevezésről szóló királyi diploma felolvasása után letette az esküt és megtartotta székfoglaló beszédét, majd megerősítette a vármegyei tisztikar tagjait korábbi hivatalaikban. A beiktatási ceremóniát a gyulai plébános köszöntője zárta. Hamarosan, 1785 tavaszán azonban gróf Teleki Sámuel lett az újonnan kinevezett főispáni helytartó. Skerlecz „mint afféle nagy úr, s valóban elfoglalt főtisztviselő" egyébként sem szakíthatott volna túl sok időt a Bécstől távol eső vármegyére. Visszatért a helytartó-tanácshoz és később irodaigazgatóként 1797. február 24-én, 3000 forintos évi fizetése változatlan megtartása mellett vonult nyugalomba. Négy év múlva, egy hónap betegeskedés után halt meg.

## Házassága és leszármazottjai
1758. december 11-én Veszprémben feleségül vette a nemeskéri Kiss családból való nemeskéri Kiss Rozália (Veszprém, 1739. szeptember 29–Bécs, 1822. február 4) kisasszonyt, akinek a szülei nemeskéri Kiss Sándor (1695–1777), veszprémi alispán, királyi tanácsos, földbirtokos és királydaróci Daróczy Zsófia (1716–1782). Az apai nagyszülei nemeskéri Kiss Dániel, földbirtokos, és Purganics Erzsébet voltak. Az anyai nagyszülei királydaróci Daróczy Ferenc, udvari tanácsos, Tolna, Baranya, Bács vármegye alispánja, földbirtokos és eörményesi Fiath Zsófia voltak. Skerlecz Ferencné nemeskéri Kiss Rozáliának a testvérei: nemeskéri Kiss János (1752-1808), udvari tanácsos, aranysarkantyús vitéz, földbirtokos, akinek a neje forintosházi Forintos Jozefa, nemeskéri Kiss Sándor (1740-1801) főhadnagy, földbirtokos, nemeskéri Kiss Zsófia (1738-1798), akinek a férje gyulai Gaál József (1726-1790) somogyi főszolgabíró, földbirtokos, nemeskéri Kiss Katalin (1744-1792), aki gróf daruvári Jankovich Antal (1728-1789) Pozsega vármegye adminisztrátorának a felesége, cserneki és tarkeői Dessewffy Imréné nemeskéri Kiss Terézia (1741-1776), valamint nemeskéri Kiss Ignác (1749-1814), akinek a neje hidvégi Hiemer Erzsébet (1755-1817) volt. Skerlecz Ferenc és nemeskéri Kiss Rozália frigyéből származott:
- Skerlecz Ferenc (Veszprém, 1762. október 26.–Kőszeg, 1835. június 20.), kerületi táblai ülnök, földbirtokos. Felesége: báró Révay Alojzia (Kőszeg, 1773. december 15.–Kőszeg, 1816. május 22.)
- Skerlecz József (Bécs, 1766.–Bogát, 1835. január 21.), kamarás, Vas vármegye követe, insurgens ezredese, földbirtokos. 1.f.: mindszenti Petrovszky Julianna (†Szentkirály, 1797. szeptember 9.). 2.f.: gróf Csáky Jusztina (Belatinc, 1787. április 25.–Sümeg, 1840. június 3.)
- Skerlecz Antónia (Pozsony, 1770. június 22.–Bécs, 1820. május 2.). 1.f.: jeszeniczei Jankovich János (Salgótarján, 1762. március 31.–Pest, 1806. február 13.), insurgens ezredes, földbirtokos. 2.f.: gróf ghymesi és gácsi Forgách Antal (1786–Pozsony, 1852. december 1.), földbirtokos.
- Skerlecz Mária Klára (Pozsony, 1777. augusztus 10.–Lesencetomaj, 1828. július 10.). Férje: nedeczei Nedeczky Ferenc (Lesencetomaj, Zala vármegye, 1769. október 18. – Lesencetomaj, Zala vármegye, 1835. december 15.), Zala vármegyei táblabíró, megyei másodaljegyző, árvaszéki elnök, földbirtokos.[7]
- Skerlecz Borbála Julianna Antónia (Pozsony, 1779. augusztus 10.–Bécs, 1834. október 24.). Férje: gróf németújvári Batthyány József (Szalonak, 1777. április 10 –Ikervár, 1812. július 13) földbirtokos. Batthyány József és Skerlecz Borbála fia: gróf németújvári Batthyány Lajos (1807–1849) államférfi, Magyarország első alkotmányos miniszterelnöke. Vértanú.